# Joyner Lucas
Gary Maurice Lucas Jr., detto Joyner (Worcester, 17 agosto 1988), è un rapper, cantante e attore statunitense.

## Biografia
Lucas è nato in Massachusetts. Ha cominciato a registrare musica con lo pseudonimo G-Storm, cambiandolo in Future Joyner nel 2007, anno in cui ha pubblicato il mixtape Workprint: The Greatest Mixtape of All Time insieme a un gruppo chiamato Film Skool Rejekts.
Nel 2011 esce Listen 2 Me. Quando il rapper Future sale alla ribalta, Lucas cambia in suo pseudonimo e decide di chiamarsi Joyner Lucas. Pubblica quindi Low Frequency Oscillators nell'ottobre 2013.
Nell'aprile 2015 è la volta di Along Came Joyner, mentre nel settembre 2016 ottiene un contratto discografico con Atlantic Records.
Il suo debutto commerciale avviene quindi per Atlantic nel giugno 2017 con il mixtape 508-507-2209, coprodotto da Boi-1da. Nel novembre 2017 pubblica il singolo I'm Not Racist, un brano controverso il cui videoclip ottiene la candidatura ai Grammy Awards 2019 nella categoria "miglior videoclip".
Nel febbraio 2018 pubblica il singolo collaborativo Stranger Things realizzato insieme a Chris Brown, per un mixtape collaborativo, Angels & Demons, che finì per non essere mai pubblicato. Nello stesso anno collabora con Eminem per il singolo Lucky You, incluso nell'album Kamikaze. Questo brano gli vale un'altra candidatura ai Grammy Awards 2019 nella categoria "miglior canzone rap".
Il 17 ottobre 2018 pubblica il singolo I Love come primo estratto dal suo primo album in studio. L'artista pubblicherà altri otto singoli tra il 2019 ed il 2020 per preannunciare l'album. Il disco ADHD viene pubblicato nel marzo 2020 da Twenty Nine Music Group e contiene collaborazioni con Logic, Young Thug, Chris Brown, Timbaland e Fabolous. L'album debutta al decimo posto nella US Billboard 200.

## Discografia

### Album in studio
- 2020 – ADHD

### EP
- 2020 – Evolution

### Mixtape
- 2007 – Workprint: The Greatest Mixtape of All Time (con Film Skool Rejekts)
- 2011 – Listen 2 Me (come Future Joyner)
- 2012 – Low Frequency Oscillators
- 2015 – Along Came Joyner
- 2017 – 508-507-2209

## Doppiatori italiani
Nelle versioni in italiano delle opere in cui ha recitato, Joyner Lucas è stato doppiato da:
- Gabriele Pellicanò in Bad Boys: Ride or Die [2]